# خودرو با سوخت جایگزین

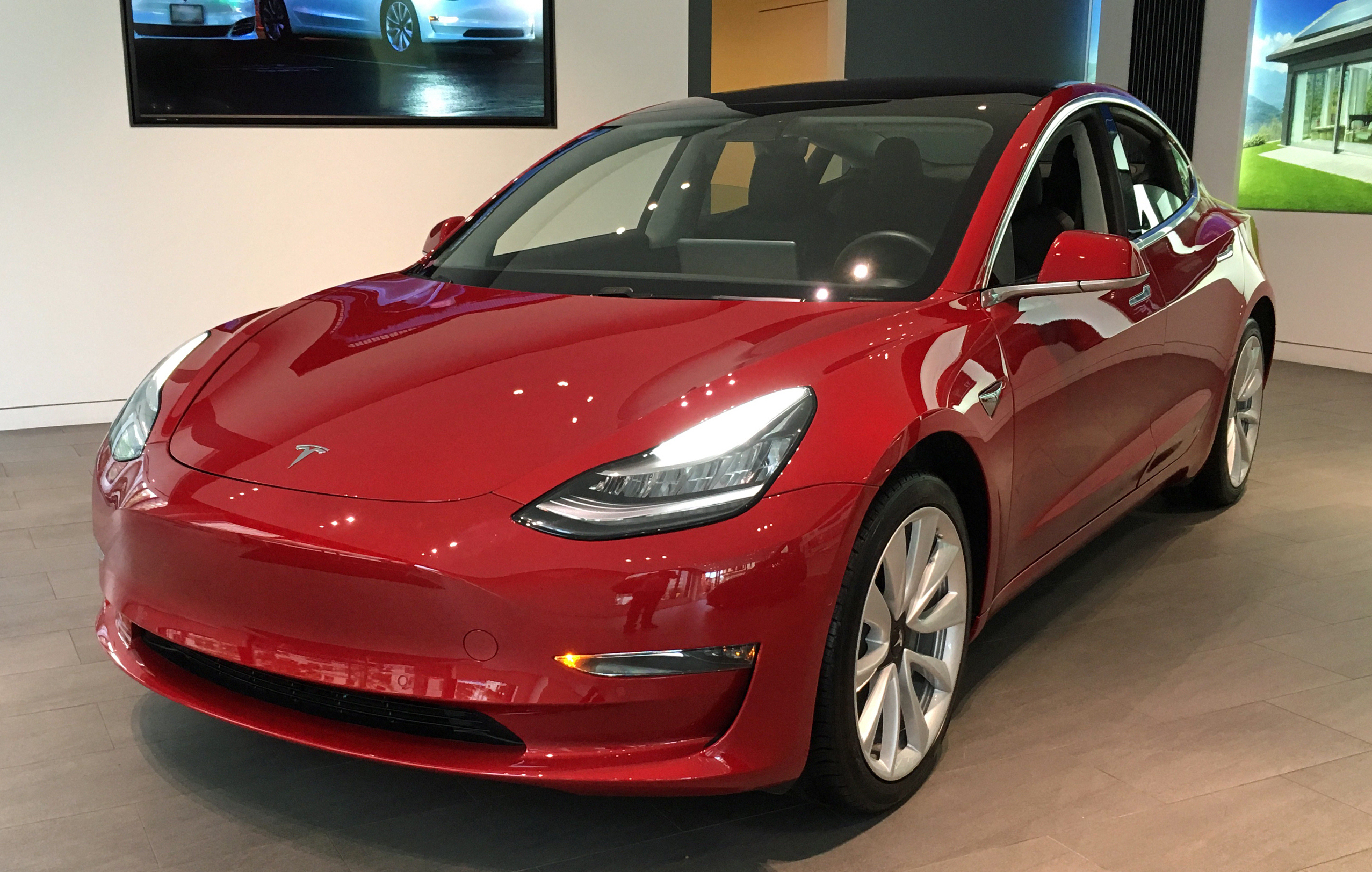
یک خودرو برقی ساخته شرکت تسلا

خودرو با سوخت جایگزین، وسیله نقلیه‌ای است که با سوختی به جز سوخت سنتی حاصل از نفت (بنزین و گازوئیل) کار می‌کند. همچنین این اصطلاح به هر فناوری‌ای برای به کار انداختن موتورهایی که تنها از سوخت فسیلی حاصل از نفت بهره نمی‌برند گفته می‌شود (مثل خودروی برقی، خودروی برقی دوگانه، خودروی خورشیدی، الخ). بنا به عوامل متعدد، مانند نگرانی‌های زیست‌محیطی، قیمت بالای نفت و هزینه‌های سوخت و امکان بروز حالت «نفت در نقطه اوج»، طراحی، ساخت و توسعه سوختهای جایگزین پاک‌تر و سامانه‌های پیشرفته نیروی موتور برای وسایل نقلیه به اولویتی مهم برای دولت‌ها و خودروسازان در جهان تبدیل شده‌است.
خودروهای برقی دوگانه (هیبریدی) مانند تویوتا پریوس، در واقع خودرو با سوخت جایگزین نیستند؛ اما با فناوری پیشرفته در باتری برقی و موتور/جنراتور، سوخت مشتق از نفت را با بهره‌وری بیشتر مصرف می‌کنند.

## وضعیت خودروهای با سوخت جایگزین در جهان
کشور برزیل، برترین کشور در جهان از نظر به‌کارگیری خودروهای دوگانه‌سوز یا با سوخت انعطاف‌پذیر است.
بیش از دوازده میلیون خودرو در برزیل از ماده اتانول به جای بنزین به عنوان سوخت پاک‌تر استفاده می‌کنند. برزیل بزرگترین پروژه جهانی برای یافتن جایگزین بنزین را از سال ۱۹۷۵ میلادی آغاز کرده و اجرا نموده است.